# Sebastián Alejandro Battaglia
Sebastián Alejandro Battaglia (Santa Fe, 8 de novembre de 1980) és un futbolista argentí, que ocupa la posició de migcampista.
Format al planter del Boca Juniors, comença a l'equip reserva dels xeneïzes. Al maig de 1998 debuta amb el primer equip i prompte es fa titular. Hi juga cinc anys al club, més de cent partits, quan fitxa pel Vila-real CF, de la primera divisió espanyola, el qual adquireix el 50% del sel contracte per 2,8 milions d'euros.
No té fortuna a l'any i mig que roman al quadre valencià, a més de perdre's sis mesos a causa de les lesions, al juliol del 2005 decideix retornar al seu país, per disputar de nou amb Boca Juniors. Ací recupera la seua forma, ostentant la capitania de l'equip, amb qui ha sumat més de 300 partits.

## Selecció
Battaglia ha estat internacional amb la selecció argentina en deu ocasions.

## Títols
- primera divisió Argentina: 1999 (Clausura), 2000 (Apertura), 2003 (A), 2005 (A), 2006 (C), 2008 (A)
- Copa Libertadores: 2000, 2001, 2003, 2007
- Copa Intercontinental: 2000, 2003
- Copa Sudamerica: 2005
- Recopa Sudamericana: 2005, 2006, 2008